# 何向阳
何向阳（1966年—），女，汉族，安徽安庆人，中国文学评论家，现任中国作家协会创作研究部主任、主席团委员。